# Olejua
Olejua – gmina w Hiszpanii, w Nawarze, o powierzchni 4,35 km². W 2011 roku gmina liczyła 55 mieszkańców.